# Armand Razafindratandra
Armand Gaétan Razafindratandra (1925–2010) là một Hồng y người Madagasca của Giáo hội Công giáo Rôma. Ông từng đảm nhận vai trò Hồng y Đẳng Linh mục Nhà thờ Ss. Silvestro e Martino ai Monti, Tổng giám mục đô thành Tổng giáo phận Antananarivo trong suốt 11 năm, từ năm 1994 đến năm 2005.
Vốn là một giáo sĩ trong vai trò lãnh đạo giáo hội địa phương, ông từng đảm trách nhiều vai trò khác nhau trước khi tiến đến trở thành Tổng giám mục đô thành Antananarivo, như: giám mục chính tòa Giáo phận Majunga (1978–1989), giám mục chính tòa Giáo phận Mahajanga (1989–1994), Giám quản Tông Tòa Giáo phận Miarinarivo (1994–1998). Ngoài lãnh đạo các giáo phận được bổ nhiệm, ông còn đảm nhận vị trí quan trong tại Hội đồng giám mục quốc gia như: Chủ tịch Hội đồng Giám mục Madagasca (1996–2002). Ông được vinh thăng Hồng y ngày 26 tháng 11 năm 1994, bởi Giáo hoàng Gioan Phaolô II.

## Tiểu sử
Hồng y Armand Gaétan Razafindratandra sinh ngày 7 tháng 8 năm 1925 tại Ambohimalaza, Madagasca. Sau quá trình tu học dài hạn tại các cơ sở chủng viện theo quy định của Giáo luật, ngày 27 tháng 7 năm 1954, Phó tế Razafindratandra, 29 tuổi, tiến đến việc được truyền chức linh mục. Cử hành nghi thức truyền chức cho tân linh mục là giám mục Victor Alphonse Marie Sartre, S.J, giám mục Đại diện Tông Tòa Hạt Đại diện Tông Tòa Tananarive. Tân linh mục đồng thời cũng là là thành viên linh mục đoàn Hạt Đại diện Tông Tòa Tananarive.
Sau 24 năm thi hành các công việc mục vụ với thẩm quyền và cương vị của một linh mục, ngày 27 tháng 4 năm 1978, Tòa Thánh loan tin Giáo hoàng đã quyết định tuyển chọn linh mục Armand Gaétan Razafindratandra, 53 tuổi, gia nhập Giám mục đoàn Công giáo Hoàn vũ, với vị trí được bổ nhiệm là giám mục chính tòa Giáo phận Majunga. Lễ tấn phong cho vị giám mục tân cử được tổ chức sau đó vào ngày 2 tháng 7 cùng năm, với phần nghi thức chính yếu được cử hành cách trọng thể bởi 3 giáo sĩ cấp cao, gồm chủ phong là Hồng y Victor Razafimahatratra, S.J., Tổng giám mục đô thành Tổng giáo phận Tananarive; hai vị giáo sĩ còn lại, với vai trò phụ phong, gồm có Tổng giám mục Albert Joseph Tsiahoana, Tổng giám mục đô thành Tổng giáo phận Diégo-Suarez và Giám mục Francesco Vòllaro, O.SS.T., giám mục chính tòa Giáo phận Ambatondrazaka. Tân giám mục chọn cho mình khẩu hiệu: UT OMNES UNUM SINT.
Tòa Thánh quyết định đổi tên giáo phận Majunga thành Mahajanga, danh hiệu giám mục của giám mục Razafindratandra cũng thay đổi, trở thành giám mục chính tòa Giáo phận Mahajanga. Thông tin về sự thay đổi này được phía Tòa Thánh công bố vào ngày 28 tháng 10 năm 1989.
Sau 16 năm đảm nhiệm vai trò giám mục chính tòa, Giám mục Razafindratandra được Tòa Thánh thăng Tổng giám mục, qua việc bổ nhiệm giám mục này làm Tổng giám mục đô thành Tổng giáo phận Antananarivo. Thông báo về việc bổ nhiệm này được công bố cách rộng rãi vào ngày 3 tháng 2 năm 1994. Từ tháng 7 năm 1994 đến ngày 14 tháng 2 năm 1998, ông kiêm nhiệm thêm vai trò Giám quản Tông Tòa Giáo phận Miarinarivo.
Bằng việc tổ chức công nghị Hồng y năm 1994 được cử hành chính thức vào ngày 26 tháng 11, Giáo hoàng Gioan Phaolô II quyết định vinh thăng Tổng giám mục Armand Gaétan Razafindratandra tước vị danh dự của Giáo hội Công giáo, Hồng y. Tân Hồng y thuộc Đẳng Hồng y Linh mục và Nhà thờ Hiệu tòa được chỉ định là Nhà thờ Ss. Silvestro e Martino ai Monti.
Ngoài lãnh đạo các giáo phận được bổ nhiệm, ông còn đảm nhận vị trí quan trong tại Hội đồng giám mục quốc gia như chức vị Chủ tịch Hội đồng Giám mục Madagasca trong vòng 6 năm, từ năm 1996 đến năm 2002.
Ngày 7 tháng 2 năm 2005, Tòa Thánh chấp thuận đơn xin hồi hưu của ông, vì lý do tuổi tác, theo Giáo luật. Ông qua đời vào ngày 9 tháng 1 năm 2010, thọ 85 tuổi.